# Rejon czeboksarski
Rejon czeboksarski (ros. Чебокса́рский райо́н, czuw. Шупашкар районӗ) – rejon w należącej do Rosji autonomicznej republice Czuwaszji.
Rejon leży w północnej części kraju, jego ośrodkiem administracyjnym jest osiedle typu miejskiego Kugiesi. Według danych na rok 2010 rejon zamieszkiwało 62 920 osób, a gęstość zaludnienia wyniosła 52,7 os./km2.

## Geografia
Rejon czeboksarski graniczy od północy z Republiką Mari El, od wschodu z rejonem mariińsko-posadskim, od południa z ciwilskim i krasnoarmiejskim, a od zachodu z morgauskim.
Przez rejon czeboksarski przepływa rzeka Wołga.
Powierzchnia rejonu wynosi 1194 km2.

## Demografia
Według spisu powszechnego w 2020 roku w rejonie czeboksarskim zamieszkiwało 56 437 Czuwaszy, 5 049 Rosjan oraz 251 Tatarów.

## Osoby związane z rejonem czeboksarskim
- Nikita Jakowlewicz Biczurin, Jakinf (Biczurin) – rosyjski mnich i sinolog
- Albina Jegorowa – deputowana i przewodnicząca(inne języki) Rady Państwowej Republiki Czuwaszji(inne języki)<

## Galeria

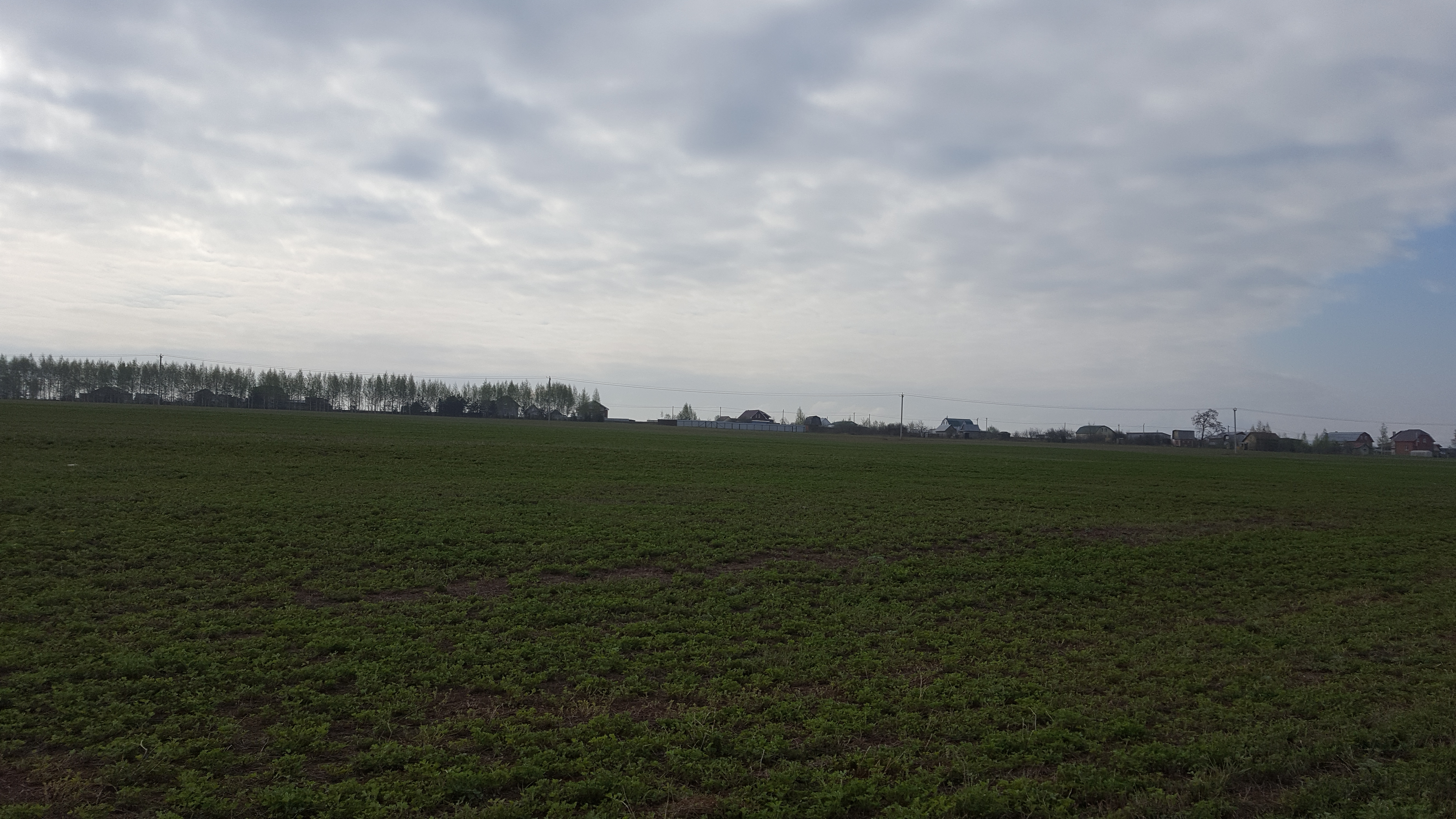
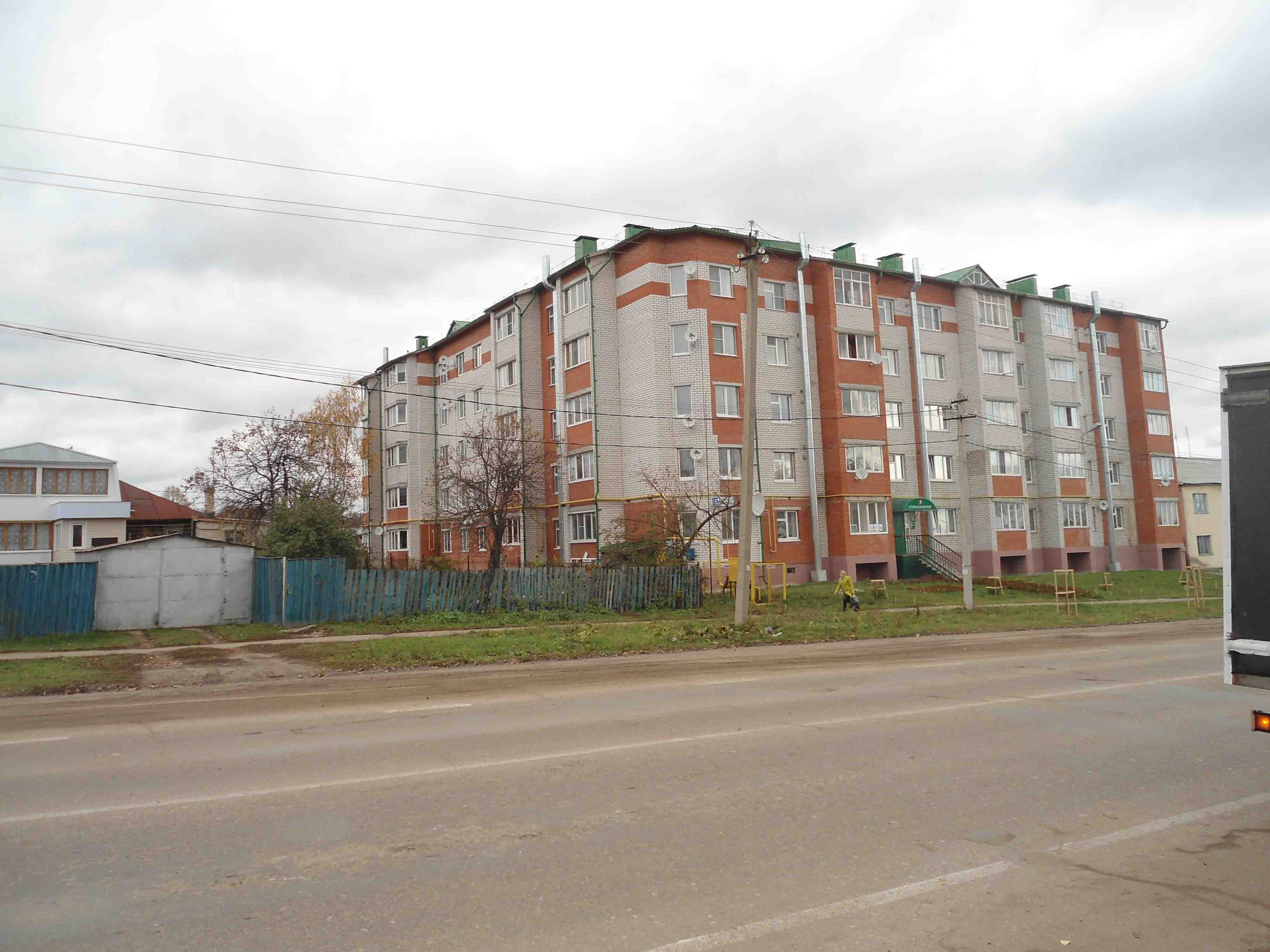
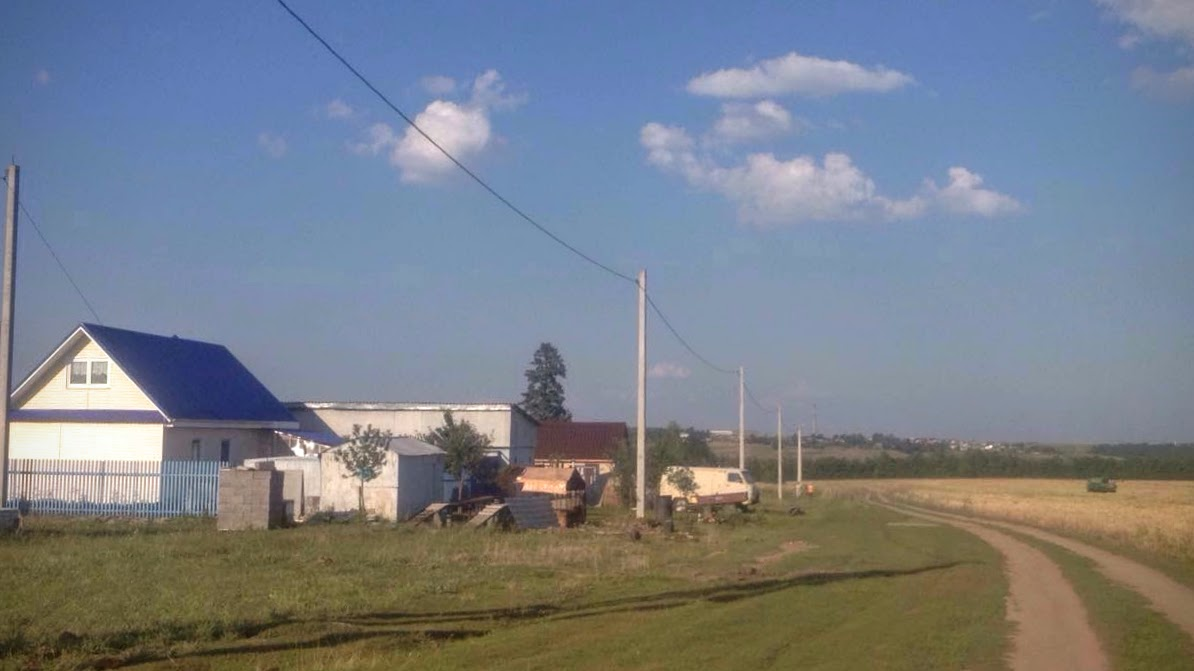
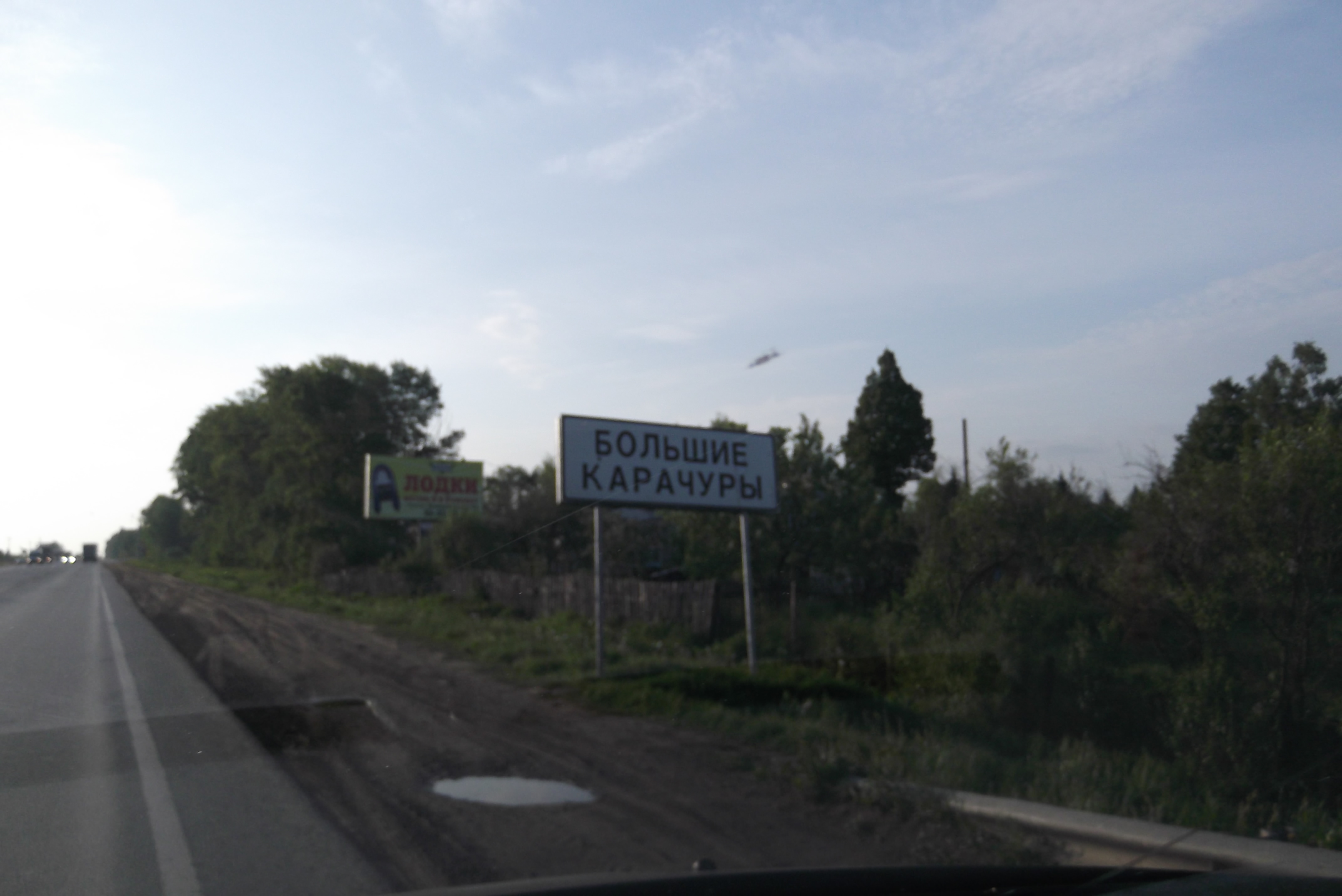